# Trdelník
Trdelník is een Midden-Europees gebak dat voornamelijk uit Hongarije, Slowakije en Tsjechië komt. De kokervormige cake wordt om een stok gewikkeld en gebakken boven open vuur, waardoor het zijn holle vorm krijgt. 

## Oorsprong
In het midden van de 19e eeuw stond de trdelník bekend als een Slowaaks gerecht en in de 20e eeuw als een Moravisch gerecht. Een vergelijkbaar gebak was ook populair in het Hongaarssprekende deel van Transsylvanië (in het huidige Roemenië), waar het kürtőskalács wordt genoemd. Het woord trdelník is van Tsjechisch-Slowaakse oorsprong; trdlo is de naam van het houten gereedschap waar de cake omheen wordt gewikkeld tijdens het bereiden.
In de 21e eeuw werd het populair onder toeristen in Tsjechië, Hongarije en Slowakije. Tegenwoordig is trdelník erg populair onder toeristen als zoet gebak in veel landen, vooral in Tsjechië. Een niet-traditionele variant van trdelník met een ijsvulling werd bedacht door Praagse ondernemers.